# Liste uruguayischer Hörfunksender
Die Liste uruguayischer Hörfunksender enthält Radiosender, die in Uruguay produziert und ausgestrahlt werden. Die Liste speist sich aus Daten aus dem Jahr 2012.
Die Liste ist nach Departamentos gegliedert. Mittelwellen- und Kurzwellefrequenzen sind in kHz, UKW-Frequenzen in MHz angegeben.

## Artigas
- - 89.5 - Viva FM 89.5 (CX208D) – Artigas – 
  - 90.7 – Amatista FM (CX214) – Artigas
  - 94.7 – Aquarius FM – Artigas (closed)
  - 1180 AM - 6075 SW - La Voz de Artigas – Artigas

## Canelones
- Mittelwelle
  - 1570 -     Radio Canelones - Canelones
  - 1600 -     Continental - Pando

- UKW
  - 88.3  -    Lacosta FM - Barra de Carrasco
  - 89.3  -    Del Molino FM - Pando
  - 89.9  -    Atlántida FM - Atlántida
  - 89.7  -    Viví FM - La Paz
  - 90.1  -    FM Ideal – Santa Lucia
  - 90.5  -    Santa Rosa FM - Santa Rosa
  - 91.3  -    FM San Ramón - San Ramón
  - 91.5  -    Señal ZOE - San José de Carrasco
  - 92.3  -    Oro FM - El Pinar
  - 93.1  -    Inolvidable FM – Las Piedras
  - 100.7 -    UNO - Tala
  - 102.9 -    Emisora Total - La Paz
  - 104.9 -    Metrópolis FM - La Paz
  - 107.3 -    Radioluz - Canelones

## Cerro Largo
- Mittelwelle
  - 1520 –      Radio Acuarela – Melo
  - 1470 –      Radio María – Melo
  - 1340 –      La Voz de Melo – Melo
- UKW
  - 99.1 –      Ciudad de Melo – Melo
  - 88.1 -      Ritmo Fm - Melo
  - 101.5 -     Integración Fm - Aceguá
  - 90.3 -      Aceguá Fm - Aceguá
  - 105.5 -     La Galena Fm - Rio Branco
  - 89.5 -      Sirio Fm - Fraile Muerto

## Colonia
- Mittelwelle
  - 550 –     Radio Colonia – Colonia
  - 1590 -    Radio Real de San Carlos - Colonia

- UKW
  - 90.7 –     Reflejos FM – Nueva Helvecia
  - 91.9 –     Amanecer FM – Colonia

## Florida
- FM
  - 90.9 –     La Noventa FM – Florida

## Lavalleja
- FM
  - 99.1 –      Federal FM – Minas (pop, news)

## Maldonado
- Mittelwelle
  - 1210  -     Radio RBC – Piriápolis
- UKW
  - 88.7  -     Milenium Punta - Punta del Este
  - 89.5  -     Global FM - Maldonado
  - 90.1  -     Radio Liceo N°1 - San Carlos
  - 91.5  -     Brava FM - Maldonado
  - 92.5  -     FM Cielo - Pan de Azúcar
  - 93.5  -     Azul en el Este - Punta del Este
  - 95.1  -     Concierto Punta - Maldonado
  - 96.7  -     Viva FM – San Carlos
  - 97.5  -     Radio Nuevo Tiempo - Punta del Este
  - 98.9  -     Bohemia FM - Punta del Este
  - 100.9 -     Babel - Maldonado
  - 101.5 -     Radio Cero Punta - Punta del Este
  - 102.5 -     M24 Maldonado - Maldonado
  - 103.5 -     Aspen FM – Punta del Este
  - 106.5 -     Cadena del Mar - Maldonado
  - 107.1 -     FM Gente - Maldonado

## Montevideo
- Mittelwelle
  - 580 –      Clarín (CX58) – Montevideo (music)
  - 610 –     Radio Rural (CX4) – Montevideo (news/folklore)
  - 650 –      SODRE (CX6) – Montevideo (classical)
  - 690 –     Radio Sarandi (CX8) – Montevideo (news/talk)
  - 770 –      Radio Oriental (CX12) – Montevideo (news/sports/religious)
  - 810 –      El Espectador (CX14) – Montevideo (news/talk)
  - 850 –      Radio Carve (CX16) – Montevideo (news/talk/sports)
  - 890 –      Sport 890 (CX18) – Montevideo (sports)
  - 930 –     Radio Monte Carlo (CX20) – Montevideo (Nachrichten / Information)
  - 970 –      Universal (CX22) – Montevideo (variety/soccer)
  - 1010 –      Radio 1010 AM (CX24) – Montevideo (sports)
  - 1050 –      Radio Uruguay (CX26) – Nachrichten, Hauptprogramm des RNU
  - 1090 –      Radio María (CX28) – Montevideo (religious)
  - 1130 –      Radio Nacional La 30 (CX30) – Montevideo (news/information)
  - 1170 –      Radiomundo (CX32) – Montevideo (information/variety)
  - 1250 –     Radio Centenario (CX36) – Montevideo (Informationsprogramm)
  - 1290 –      Emisora del Sur (CX38) – Montevideo (music/variety/public)
  - 1330 –     Radio Fénix (CX40) – Montevideo (variety)
  - 1370 –     Ciudad de Montevideo (CX42) – Montevideo (variety)
  - 1410 –     AM Libre (CX44) – Montevideo (news/information/variety)
  - 1450 –     Radio América (CX46) – Montevideo (religious/variety)
- UKW
  - 90.3 –      FM Hit – Montevideo
  - 91.1 –      Radio Futura FM – Montevideo
  - 91.9 –     Radio Disney – Montevideo
  - 92.5 –      Urbana - Montevideo
  - 93.9 –     Océano FM – Montevideo
  - 94.7 –     Emisora del Sur – Montevideo
  - 95.5 –     Del Plata FM – Montevideo
  - 96.3 –      Alfa FM – Montevideo
  - 97.1 –    Babel FM – Montevideo
  - 97.9 –      M24 – Montevideo
  - 98.7 –      Diamante FM – Montevideo
  - 99.5 –      FM del Sol – Montevideo
  - 100.3 –      Aire FM – Montevideo
  - 101.9 –      Azul FM – Montevideo
  - 103.7 –      FM Latina – Montevideo
  - 104.3 –     Radio Cero – Montevideo
  - 105.3 –      FM del Carmen 
  - 105.9 –      Galaxia FM – Montevideo
  - 106.7 –      La Ley 106.7 – Montevideo

## Paysandu
- UKW
  - 96.3 –      Casino FM – Paysandu
  - 106.9 –      Contacto FM (CX295B) – Paysandu( CHR-pop)

## Rivera
- Mittelwelle
  - 1480 –     Radio Internacional (CW43B) – Rivera

## Rocha
- Mittelwelle
  - 1260 –      Difusora Rochense – Rocha
  - 1590 –      CW 159 – Lascano
- FM
  - 91.3 –      La Marea – Rocha
  - 98.3 –     Cadena dela Costa|rep. – Rocha
  - 99.9 –      Imaginacion 99.9 – Rocha
  - 102.1 –     Cadena dela Costa – La Paloma
  - 106.3 -     Onda Marina - La Paloma

## Salto
- AM

- - 1020 -     Radio Libertadores - Salto
  - 1450 –     Radio Arapey – Salto

- FM
  - 101.5 -     Siglo XXI 101.5 - Salto
  - 103.3 -     America 103.3 – Salto

## San Jose
- FM
  - 99.1 –      Café Noticias – San Jose de Mayo
  - 103.3 –      Encuentro 103.3 – San Jose de Mayo

## Tacuarembo
- FM
  - 92.5 25 kW  Armonia FM (CX223) – Tacuarembo
  - 104.5 25 kW  Radio Gaucha (CX283) – Tacuarembo
  - 101.7 25 kW

## Treinta y Tres
- FM
  - 97.3 –     FM Conquistador – Treinta y Tres